# فیلیپو موگلی
فیلیپو موگلی (انگلیسی: Filippo Mugelli؛ زادهٔ ۲۳ ژوئن ۱۹۹۷) بازیکن فوتبال است.